# Lincoln Park (Nova York)
Lincoln Park és una concentració de població designada pel cens dels Estats Units a l'estat de Nova York. Segons el cens del 2000 tenia 2.337 habitants.

## Demografia
Segons el cens del 2000, Lincoln Park tenia 2.337 habitants, 1.064 habitatges, i 619 famílies. La densitat de població era de 663,5 habitants per km².
Dels 1.064 habitatges en un 24,2% hi vivien nens de menys de 18 anys, en un 43,7% hi vivien parelles casades, en un 10,2% dones solteres, i en un 41,8% no eren unitats familiars. En el 36,7% dels habitatges hi vivien persones soles el 21,3% de les quals corresponia a persones de 65 anys o més que vivien soles. El nombre mitjà de persones vivint en cada habitatge era de 2,18 i el nombre mitjà de persones que vivien en cada família era de 2,86.
Per edats la població es repartia de la següent manera: un 20,6% tenia menys de 18 anys, un 6,7% entre 18 i 24, un 28,2% entre 25 i 44, un 21,4% de 45 a 60 i un 23,2% 65 anys o més.
L'edat mediana era de 42 anys. Per cada 100 dones de 18 o més anys hi havia 80 homes.
La renda mediana per habitatge era de 34.583 $ i la renda mediana per família de 44.279 $. Els homes tenien una renda mediana de 35.000 $ mentre que les dones 24.769 $. La renda per capita de la població era de 19.863 $. Entorn del 10,2% de les famílies i el 12,9% de la població estaven per davall del llindar de pobresa.